# Блокнот

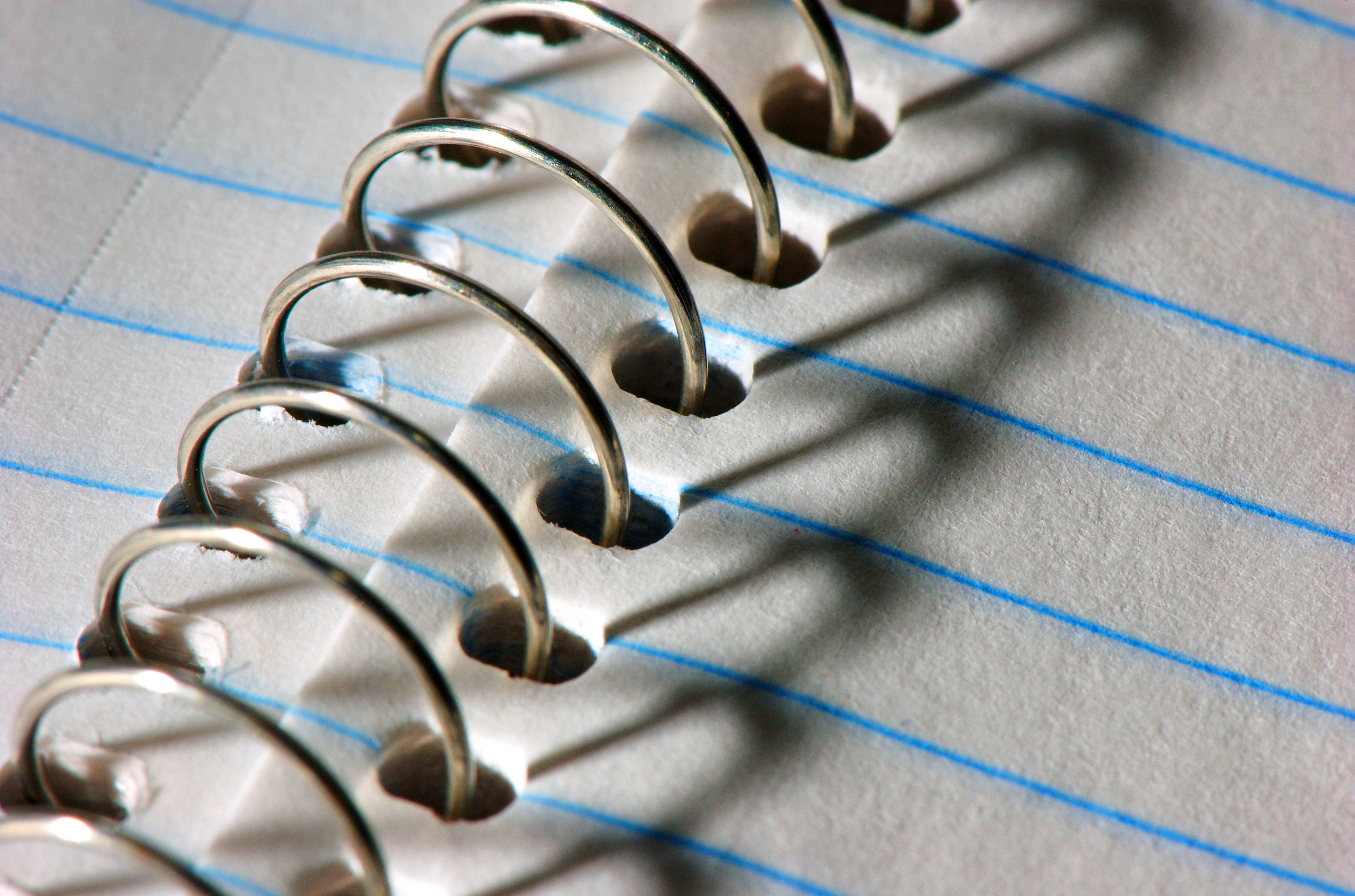
Спиральное крепление листов блокнота

Блокно́т — блок листов, скрепленных по одной стороне листа. 
Определения «Блокно́т» в толковых словарях Ушакова и Ожегова подчёркивают, что листы блокнота должны быть отрывными. Обязательность этого пропала в современном языке, склонном к укорочению понятий, и попутно, оставив обычную "тетрадь" для школьного употребления, "блокнот" практически поглотил её производную конструкцию "рабочая тетрадь".

## Этимология
Слово блокнот заимствовано в русский язык из французского (фр. bloc-notes, bloc de papier à notes — блок бумаги для записей), где также обозначает изделие с отрывными листами.
Во французском, итальянском, русском и украинском языках обозначает компьютерную программу Блокнот (Notepad).
Английского слова block-note не существует. Аналогами являются notebook и notepad, но эти термины не указывают на возможность листа быть оторванным. Эти термины однозначно указывают на тип крепления листа — горизонтальный, либо вертикальный. Notebook — дословно «книга для записей» — открывается, как книга и является записной книжкой. Notepad — блок листов, скрепленных по верхнему краю любым видом крепления — скобы, клей, сшивка на нитку. Представленные на рынке в англоговорящих странах виды такой писчебумажной продукции можно всегда четко определить по наличию слов book и pad в составе названия продукта и, как следствие, знать, что notebook будет открываться как книга, а notepad — как блокнот.  Частные случаи — Composition book — распространенная тетрадь для учебы в США и Канаде — всегда открывается, как книга, по горизонтали. Legal Pad — знаменитый юридический блокнот с желтыми листами, всегда открывается по вертикали.
Различие между терминами тетрадь, блокнот и записная книжка размыто и не отображено в словарях или официальных документах в России. Однако в типографском деле чётко прослеживается разграничение между понятиями тетрадь (в том числе, как составная часть книги и записной книги, так как именно из тетрадей «набирают» и сшивают книжный блок) и блокнот.
Исторически, во времена СССР писчебумажная продукция маркировалась строго по признаку соединения листов.

## История
Промышленное производство тетрадей и блокнотов началось во второй половине XIX века с усовершенствованием пресса для бумаги. До этого записные книжки сшивались из листов бумаги вручную, часто — самостоятельно будущим пользователем.

## Характеристики
Государственного стандарта на производство блокнотов не существует.
Блокноты различаются между собой видом скрепления листов — при помощи скрепок, металлической спирали или клеевым слоем. Они могут быть скреплены с обложкой и подложкой на пружине, на клеевом бесшовном скреплении и с огибающей обложкой на клеевом бесшовном скреплении. Распространённые размеры блокнотов — А4, A5, A6, A7. Часто имеет обложку, блок и подложку (задник). Обычно для обложки используется плотная бумага (250—300 г/м²) с гладкой или фактурной поверхностью, но может использоваться дизайнерская бумага и ручное декорирование. Для подарочного или корпоративного варианта блокнота возможна разработка специального дизайна и использование обложки, изготовленной с применением конгревного тиснения или фольгирования. Внутри обычно тонкая бумага плотностью 60—100 г/м².